# Anadia (Alagoas)
Anadia é um município brasileiro do estado de Alagoas.

## História
Até o período holandês, era conhecida como Campos do Arrayal dos Inhanhuns, e Arrayal dos Campos de Inhanhuns, até a criação da vila. Em 1801, quando foi elevado à categoria de vila, passou a ser chamada Vila de São João de Anadia, segundo Nicodemos Jobim, em homenagem ao Visconde de Anadia João Rodrigues de Sá e Melo, ministro português que autorizou a criação da vila. A freguesia foi instalada em 1802.
Fez parte da Comarca de Marechal Deodoro até 1833 e a partir deste ano, passou para a Comarca de Penedo. Hoje, a cidade tem sua própria comarca.
A Festa da Padroeira, no dia 2 de fevereiro, é um dos pontos altos do município, que recebe milhares de fiéis na já tradicional procissão. De população festiva, Anadia se orgulha de manter viva algumas tradições como: carnaval, vaquejada e, principalmente, dos festejos juninos, ostentando o título de terceiro lugar estadual, com suas animadas quadrilhas.
De maioria católica, Anadia é pertencente a Diocese de Penedo.

## Geografia
Localiza-se a uma latitude 09º41'04" sul e a uma longitude 36º18'15" oeste, estando a uma altitude de 153 metros. Sua população estimada em 2010 era de 17.7240 habitantes.
Possui uma área de 190,3 km².

## Rodovias
O município é cortado pelas rodovias estaduais AL-105, 450, 215 e 205, que dão acesso São Miguel dos Campos, Maribondo, Boca da Mata, Cajueiro e Campo Alegre.